# Tissanna Hickling
Tissanna Hickling (* 7. Januar 1998) ist eine jamaikanische Leichtathletin, die sich auf den Weitsprung spezialisiert hat und zu Beginn ihrer Karriere auch im Dreisprung an den Start ging.

## Sportliche Laufbahn
Erste Erfahrungen bei internationalen Meisterschaften sammelte Tissanna Hickling im Jahr 2015, als sie bei den Jugendweltmeisterschaften in Cali mit einer Weite von 5,85 m in der Qualifikationsrunde ausschied. Im Jahr darauf gewann sie bei den CARIFTA-Games in St. George’s mit 5,84 m die Bronzemedaille in der U20-Altersklasse im Weitsprung sowie mit 12,17 m auch im Dreisprung. Anschließend belegte sie bei den NACAC-U23-Meisterschaften in San Salvador mit 5,70 m den sechsten Platz im Weitsprung und erreichte im Dreisprung mit 12,68 m Rang fünf. 2017 siegte sie mit 6,22 m im Weitsprung bei den CARIFTA-Games in Willemstad und gewann auch mit der jamaikanischen 4-mal-100-Meter-Staffel in 44,83 s die Goldmedaille. Zudem gewann sie im Dreisprung mit 12,87 m die Silbermedaille. Anschließend sicherte sie sich bei den U20-Panamerikameisterschaften in Trujillo mit 6,36 m die Silbermedaille im Weitsprung und wurde mit 12,85 m Sechste im Dreisprung. Seit 2018 fokussiert sie sich auf den Weitsprung und gewann in diesem Jahr bei den NACAC-Meisterschaften in Toronto mit 6,38 m die Bronzemedaille hinter den US-Amerikanerinnen Sha'Keela Saunders und Quanesha Burks. Im Jahr darauf nahm sie an den Panamerikanischen Spielen in Lima teil und gewann dort mit 6,59 m ebenfalls die Bronzemedaille, diesmal hinter Chantel Malone von den britischen Jungferninseln und der US-Amerikanerin Keturah Orji. Anschließend schied sie bei den Weltmeisterschaften in Doha mit 6,49 m in der Vorrunde aus. 2021 startete sie bei den Olympischen Spielen in Tokio, verpasste dort aber mit 6,19 m den Finaleinzug.
2023 steigerte sie sich auf 6,85 m, schied aber bei den Weltmeisterschaften in Budapest mit 6,29 m in der Qualifikationsrunde aus. Im Jahr darauf gelangte sie bei den Hallenweltmeisterschaften in Glasgow mit 6,43 m auf den zehnten Platz.
In den Jahren 2018, 2019 und 2023 wurde Hickling jamaikanische Meisterin im Weitsprung.

## Persönliche Bestleistungen
- Weitsprung: 6,85 m (+1,5 m/s), 6. Juli 2023 in Kingston
- Dreisprung: 13,62 m (+1,8 m/s), 13. April 2019 in Kingston